# Орніка
Орніка (італ. Ornica) — муніципалітет в Італії, у регіоні Ломбардія,  провінція Бергамо.
Орніка розташована на відстані близько 520 км на північний захід від Рима, 70 км на північний схід від Мілана, 34 км на північ від Бергамо.
Населення — 159 осіб (2014).

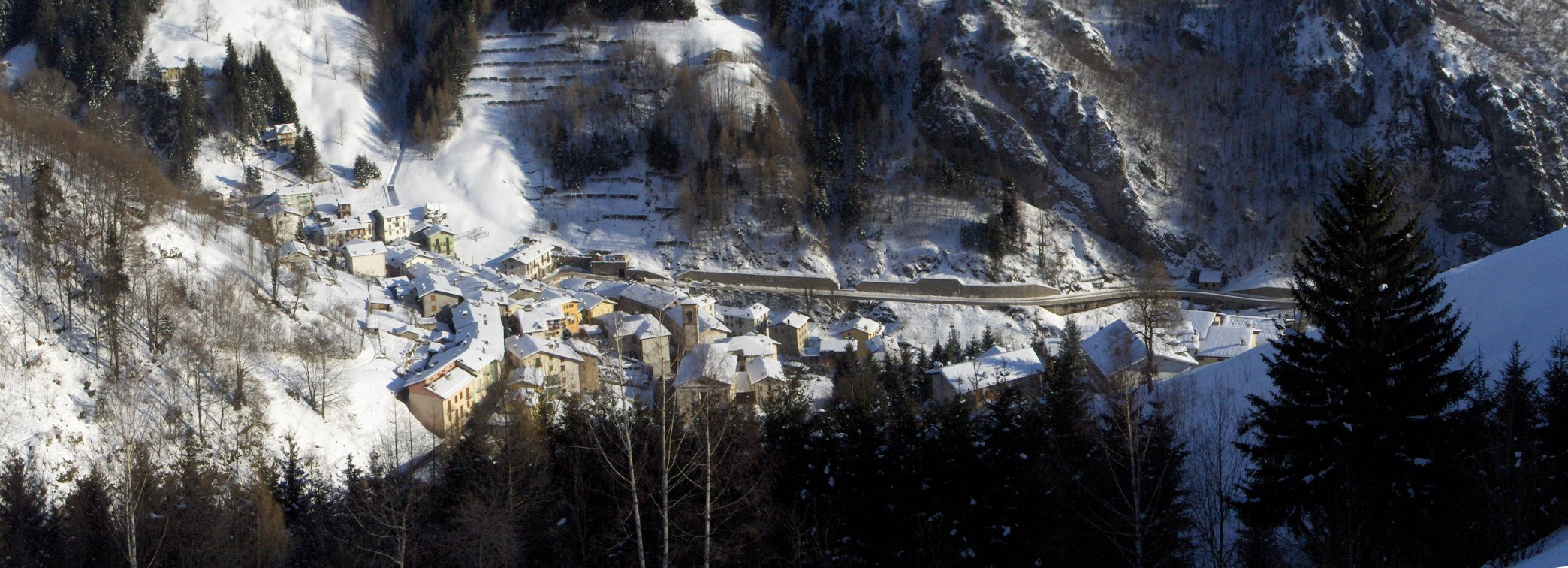

Щорічний фестиваль відбувається 7 грудня. Покровитель — Sant'Ambrogio.

## Демографія
Населення за роками:

Станом на 1 січня 2023 року в муніципалітеті офіційно проживали 4 іноземці з 3 країн, серед них 1 громадянин країн Євросоюзу та 2 громадяни України.

## Сусідні муніципалітети
- Кассільйо
- Кузіо
- Джерола-Альта
- Вальторта